# Matjord

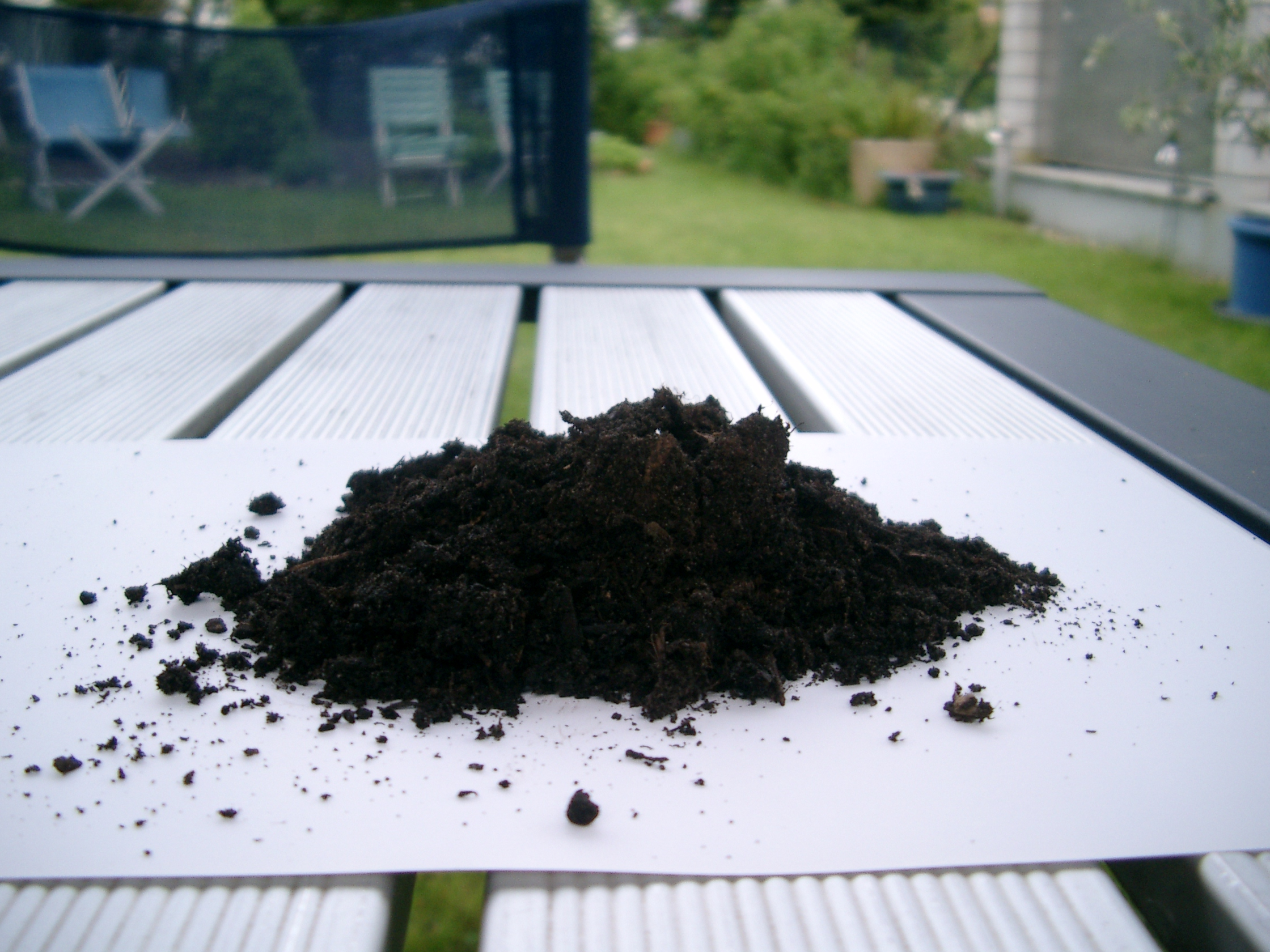
En liten hög matjord

Matjord kallas den övre mullrika delen av åkermarken, som sträcker sig ner till plogsulan. Under plogsulan återfinns alven. 
Matjorden innehåller större delen av markens växtnäring och de flesta av markens mikrober, speciellt på sandjordar och grovmojordar.